# 아르메니아어 위키백과

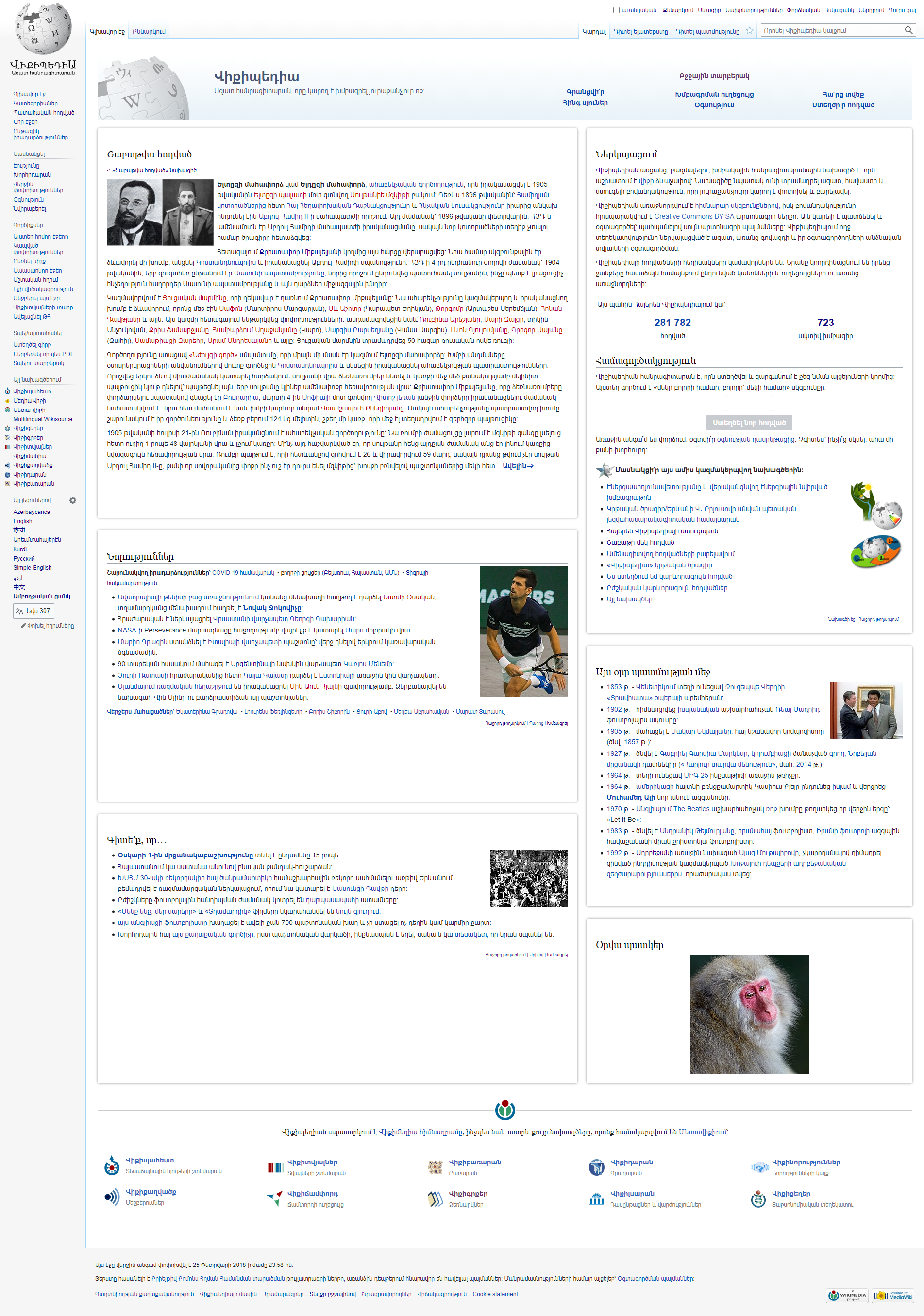

아르메니아어 위키백과는 아르메니아어로 운영되는 위키백과 언어판이다. 2005년 3월 22일에 시작되었다. 기호는 hy이다.

## 같이 보기
- 위키백과 목록